# Pys
Pys – miejscowość i gmina we Francji, w regionie Hauts-de-France, w departamencie Somma.
Według danych na rok 2011 gminę zamieszkiwało 115 osób, a gęstość zaludnienia wynosiła 23 osoby/km² (wśród 2293 gmin Pikardii Pys plasuje się na 897. miejscu pod względem liczby ludności, natomiast pod względem powierzchni na miejscu 874.).